# 查貢瑟米塔峰

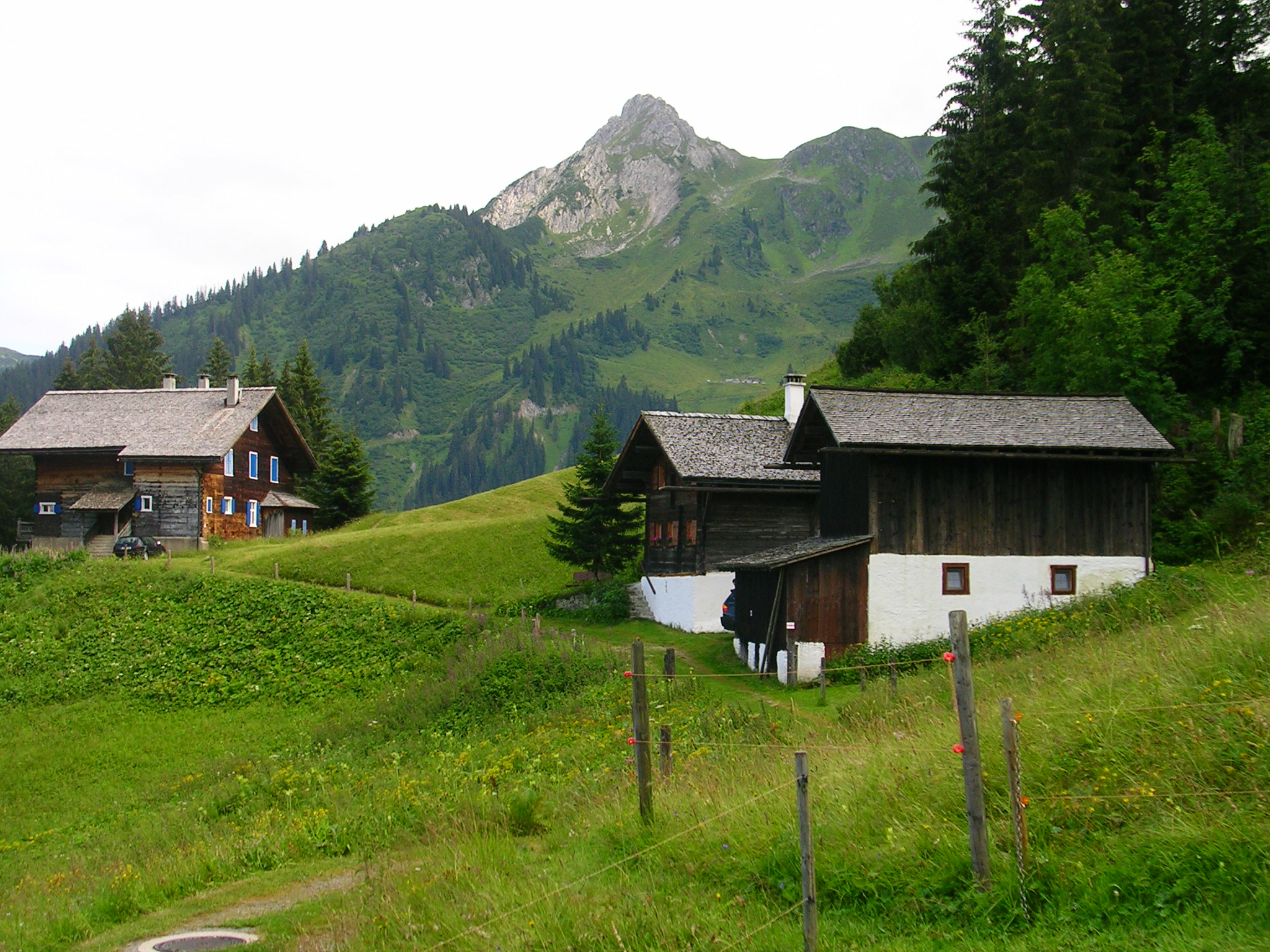

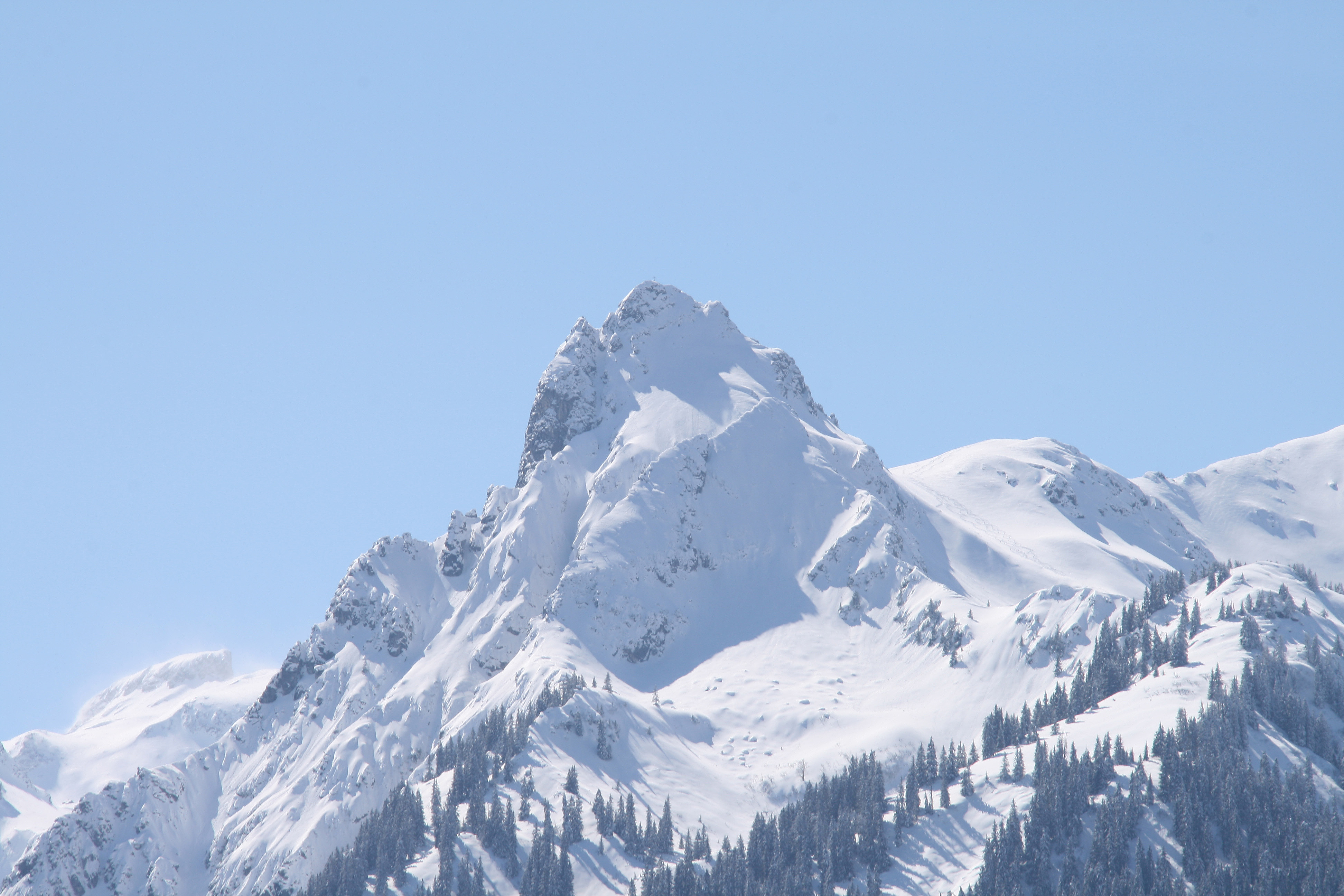

47°2′45″N 9°53′6″E / 47.04583°N 9.88500°E
查貢瑟米塔峰（德語：Tschaggunser Mittagspitze），是奧地利的山峰，位於該國西部，由福拉爾貝格州負責管轄，屬於雷蒂孔山的一部分，海拔高度2,168米，每年平均降雨量1,729毫米。